# Google Traducere
Google Traducere (în engleză Google Translate)  este un serviciu de traducere automată neuronală multilingv dezvoltat de Google, destinat traducerii de texte, documente și site-uri web dintr-o limbă în alta. Este oferit ca interfață web, aplicație mobil, precum și ca interfață de programare a aplicațiilor (API) care ajută dezvoltatorii să creeze extensii și aplicații software.
Lansat în aprilie 2006 ca un serviciu de traducere automată statistică, acesta utiliza inițial documente și transcrieri ale Națiunilor Unite și Parlamentului European pentru a colecta date lingvistice. În loc să traducă limbile direct, serviciul convertea mai întâi textul în engleză, apoi îl traducea în limba țintă pentru majoritatea combinațiilor de limbi, cu câteva excepții, cum ar fi catalană-spaniolă. În timpul procesului de traducere, serviciul căuta modele în milioane de documente pentru a decide ce cuvinte să aleagă și cum să le aranjeze în limba țintă.
În ultimii ani, Google Translate a adoptat un model bazat pe învățare profundă, iar în noiembrie 2016, Google a trecut la un motor de traducere neuronală – Google Neural Machine Translation (GNMT) – care putea să traducă fraze simultan. Modelul GNMT utilizează un context mai larg pentru a determina traducerea cea mai relevantă, pe care apoi o reorganizează și o adjustează pentru a se apropia de exprimarea umană, cu o gramatică corectă.

## Istoric
Google Translate este un serviciu de traducere web, gratuit pentru utilizator, dezvoltat de Google în aprilie 2006.  Traduce mai multe forme de texte și media, cum ar fi cuvinte, fraze și pagini web.
Inițial, Google Translate a fost lansat ca serviciu de traducere automată statistică. Textul introdus trebui mai întâi tradus în engleză înainte de a fi tradus în limba selectată.  Deoarece traducerea automată statistică folosește algoritmi predictivi pentru a traduce textul, avea o acuratețe gramaticală slabă. În ciuda acestui fapt, Google nu a angajat inițial experți pentru a rezolva această limitare din cauza naturii în continuă evoluție a limbajului.
În ianuarie 2010, Google a introdus o aplicație pentru Android și o versiune iOS în februarie 2011 pentru a servi drept interpret personal portabil.  Din februarie 2010, a fost integrat în browsere precum Chrome și a putut să pronunțe textul tradus, să recunoască automat cuvintele dintr-o imagine și să identifice text și limbi necunoscute.
În mai 2013, compania a declarat că deservește zilnic peste 200 de milioane de oameni.
În mai 2014, Google a achiziționat Word Lens pentru a îmbunătăți calitatea traducerii vizuale și vocale.  Este capabil să scaneze text sau o imagine folosind dispozitivul și să le traducă instantaneu. În plus, sistemul identifică automat limbile străine și traduce vorbirea fără a solicita persoanelor să atingă butonul microfonului ori de câte ori este nevoie de traducere vocală.
În aprilie 2016, avea peste 500 de milioane de utilizatori în total, cu peste 100 de miliarde de cuvinte traduse zilnic.
În noiembrie 2016, Google și-a făcut tranziția în metoda de traducere la un sistem numit traducere automată neurală.  Folosește tehnici de învățare profundă pentru a traduce propoziții întregi la un moment dat, ceea ce a fost estimat a fi mai precis între engleză și franceză, germană, spaniolă și chineză.  Cercetătorii Google nu au furnizat rezultate de măsurare pentru GNMT din engleză în alte limbi, din alte limbi în engleză sau între perechi de limbi care nu includ engleza. Începând cu 2018, traduce peste 100 de miliarde de cuvinte pe zi.
În 2017, Google Translate a fost folosit în timpul unei ședințe de judecată din Regatul Unit al Marii Britanii și al Irlandei de Nord, când oficialii instanței de la Tribunalul de Magistrați din Teesside nu au rezervat un interpret pentru un inculpat chinez.
La sfârșitul lunii septembrie 2022, proiectul Google Translate a fost oprit în China continentală, despre care Google a spus că se datorează „utilizării reduse”.

## Funcții
Google Translate poate traduce mai multe forme de text și media, care includ text, vorbire și text în imagini fixe sau în mișcare.  În mod specific, funcțiile sale includ:
- Traducerea cuvintelor scrise: o funcție care traduce cuvinte sau text scris într-o limbă străină.[16]
- Traducere site: o funcție care traduce o întreagă pagină web în limbi selectate.[17]
- Traducerea documentelor: o funcție care traduce un document încărcat de utilizatori în limbile selectate. Documentele trebuie să fie sub forma: .doc, .docx, .odf, .pdf, .ppt, .pptx, .ps, .rtf, .txt, .xls, .xlsx.[17]
- Traducerea vorbirii: o funcție care traduce instantaneu limba vorbită în limba străină selectată.[18]
- Traducerea aplicației mobile: în 2018, Google a introdus noua sa funcție Google Translate numită „Atingeți pentru a traduce”, care a făcut ca traducerea instantanee să fie accesibilă în orice aplicație, fără a ieși sau a comuta.[19]
- Traducere imagine: o funcție care identifică textul dintr-o imagine realizată de utilizatori și traduce textul de pe ecran instantaneu prin imagini.[20]
- Traducere scrisă de mână: o funcție care traduce limba care sunt scrise de mână pe ecranul telefonului sau desenate pe o tastatură virtuală fără suportul unei tastaturi.[21]
- Traducerea conversațiilor bilingve: o funcție care traduce conversațiile în mai multe limbi.[22]
- Transcriere: o funcție care transcrie vorbirea în diferite limbi.[23]

Pentru majoritatea funcțiilor sale, Google Translate oferă pronunția, dicționarul și ascultarea traducerii. În plus, Google Translate a introdus propria sa aplicație Translate, astfel încât traducerea este disponibilă cu un telefon mobil în modul offline.

## Comunitatea de Traducere
Google încearcă în mod constant să obțină voluntari care să îmbunătățească serviciul Google Traducere. Există două modalități prin care comunitatea poate contribui la îmbunătățirea traducerilor. Utilizatorii pot alege să verifice dacă traducerile prezentate sunt corecte, bifând caseta corespunzătoare, sau pot traduce propoziții în limba lor. Această tehnologie ar putea să îmbunătățească substanțial calitatea traducerilor. Totuși, numărul voluntarilor care participă la acest proiect diferă de la țară la țară, ceea ce înseamnă că progresul va fi mai încet pentru limbile cu un număr mai mic de vorbitori. 
Deși Google Traducere face deseori greșeli de traducere, existând o diferență foarte mare față o traducere realizată de un om, platforma este capabilă să învețe de la utilizatori, cu scopul de a îmbunătăți acuratețea traducerilor. Google susține că obiectivul este acela de a îmbunătăți calitatea traducerilor automate pentru toate cele 243 limbi disponibile până în prezent pe platforma Google Traducere.

## Recenzii
La scurt timp după lansarea serviciului de traducere pentru prima dată, Google a câștigat un concurs internațional de traducere automată engleză-arabă și engleză-chineză.

### Greșeli de traducere și ciudățenii
Deoarece Google Translate folosea în trecut potrivirea statistică pentru a traduce, textul tradus putea include adesea erori aparent lipsite de sens și evidente,  adesea schimbând termeni comuni cu termeni comuni similari, dar fără echivalență în cealaltă limbă,  precum și inversând sensul propoziției.  Site-uri web de curiozități precum Bad Translator și Translation Party au folosit serviciul pentru a produce text plin de umor prin traducerea înainte și înapoi între mai multe limbi, similar cu jocul pentru copii telefonul fără fir.